# Hartbeespoort
Hartbeespoort est un village de la province du Nord-Ouest en Afrique du Sud, situé au pied du Magaliesberg et sur les rives du barrage d'Hartbeespoort.